# Michael Broderick (Basketballspieler)
Michael Joseph „Mike“ Broderick (* 3. Mai 1963) ist ein ehemaliger US-amerikanischer Basketballspieler, der auch über die irische Staatsbürgerschaft verfügt. Der 2,04 m große Flügel- und Innenspieler spielte 16 Jahre lang als Profi in Deutschland.

## Laufbahn
Broderick spielte in seiner US-amerikanischen Heimat bis 1981 an der Saint Patrick High School in Chicago (Bundesstaat Illinois) und von 1981 bis 1985 an der Christian Brothers University in Memphis (Tennessee). Für „CBU“ erzielte er in vier Jahren insgesamt 1813 Punkte sowie 813 Rebounds und lag damit in der ewigen Korbjägerliste der Hochschulmannschaft auf dem zweiten Rang, als er sie 1985 verließ. 2011 wurde er in die „Hall of Fame“ der Sportabteilung der Universität aufgenommen.
Nach seinem College-Abschluss schlug er eine Karriere als Berufsbasketballer ein und ging nach Deutschland. Dort spielte er von 1985 bis 1990 für Eintracht Hildesheim in der Regionalliga sowie der 2. Basketball-Bundesliga, ehe er von 1990 bis 1997 beim Zweitligaverein BG 74 Göttingen agierte. 1997 wechselte er innerhalb der zweiten Liga zum BCJ Hamburg, mit dem er 1999 in die Basketball-Bundesliga aufstieg, wo er für die Hanseaten in der Saison 1999/2000 19 Einsätze bestritt und dabei im Schnitt 4,1 Punkte erzielte.
Im Spieljahr 2000/01 stand er in Diensten des Zweitligisten SC Rist Wedel und ging im Laufe der Saison aus beruflichen Gründen nach Hildesheim zurück, wo er wiederum für die Eintracht (nunmehr in der Oberliga) antrat. Im Oktober 2004 zog Broderick in sein Heimatland USA zurück.